# Ascope (distrito)
Ascope é um distrito do Peru, departamento de La Libertad, localizada na província de Ascope.

## Transporte
O distrito de Ascope é servido pela seguinte rodovia:
- LI-101, que liga o distrito à cidade de Chocope [1][2][3]